# Elaphoglossum pringlei
Elaphoglossum pringlei är en träjonväxtart som först beskrevs av Dav., och fick sitt nu gällande namn av Carl Frederik Albert Christensen. Elaphoglossum pringlei ingår i släktet Elaphoglossum och familjen Dryopteridaceae. Inga underarter finns listade.